# Neopilumnoplax sinclairi
Neopilumnoplax sinclairi is een krabbensoort uit de familie van de Mathildellidae. De wetenschappelijke naam van de soort is voor het eerst geldig gepubliceerd in 1899 door Alcock & Anderson.